# Норамбуэна, Маурисио
Маурисио Эрнандес Норамбуэна (исп. Mauricio Hernández Norambuena, псевдоним — comandante Ramiro, 23 апреля 1958, Вальпараисо) — чилийский революционер, один из основателей и руководителей Патриотического Фронта им. Мануэля Родригеса.

## Биография
Маурисио Эрнандес родился в семье, придерживавшейся социалистических взглядов. В 1975 г. умер его отец, морской биолог Мойсес Эрнандес. В 1976 г., во время пиночетовской диктатуры в Чили, Маурисио вступает в молодёжную организацию КПЧ. В 1981 г. учится в университете, где изучает право и педагогику и знакомится с людьми, которые в 1983 г. создадут Патриотический Фронт имени Мануэля Родригеса для борьбы с Пиночетом.
В Патриотическом Фронте Маурисио выступает в качестве разработчика и организатора многих вооруженных акций: покушение на Аугусто Пиночета в сентябре 1986 г., нападения на высшие чины полиции и служб безопасности (а также убийство правого политика Хайме Гусмана), за что подвергается аресту в 1993 г. Через три года, 30 декабря 1996 г. Патриотический Фронт с использованием вертолета проводит блестящую операцию по освобождению Маурисио и трех его товарищей из тюрьмы повышенной безопасности в Сантьяго.
2 февраля 2002 г. Маурисио Норамбуэна и шесть его товарищей были арестованы в Бразилии, по обвинению в похищении бразильского бизнесмена Вашингтона Оливетты. Суд приговорил Маурисио Эрнандеса к 30 годам заключения в карцере.
В настоящее время идет международная кампания за освобождение Маурисио Андреса Эрнандеса Норамбуэны.